# István Örkény
István Örkény (n. 5 aprilie 1912, Budapesta – d. 24 iunie 1979, Budapesta) a fost un scriitor maghiar cu o operă vastă. A scris mai ales romane, piese de teatru, povestiri, nuvele și așa-numite nuvele-minut, al căror inițiator este, mai scurte decât schițele.
Ca om și ca scriitor a trecut prin faza credinței în comunism până la creația în spiritul proletcultismului, apoi prin cea a dezamăgirii față de regim până la participarea discretă la Revoluția din 1956 din Ungaria. S-a abținut de la disidență după aceasta și a profitat de relativa liberalizare din anii 1960 pentru a crea o operă neaservită și originală din punct de vedere literar, caracterizată printr-un umor absurd până la grotesc.
Opera lui a fost și a rămas populară în Ungaria, ajungând și la un public internațional.

## Viața și cariera
István Örkény s-a născut în 1912, la Budapesta, în familia unui farmacist evreu cu o bună situație materială.
A urmat Liceul Piarist din Budapesta, unde a obținut diploma de bacalaureat în 1930. Era deja atras de literatură, dar la dorința tatălui său a început studii de inginerie chimică. După doi ani le-a abandonat pentru studii de farmacie, terminându-le în 1934. În același an a publicat primele sale scrieri, poezii și nuvele, în revista Keresztmetszet, fondată și redactată împreună cu prieteni de-ai săi.
În 1936 s-a căsătorit cu Flóra Gönczi.
Primele sale nuvele importante, Forradalom (Revoluție) și Tengertánc, au apărut în 1937, în revista Szép Szó, datorită poetului Attila József. Acestea n-au fost pe placul autorităților și, la atenționarea poliției, scriitorul a părăsit Ungaria.
În 1938 a trăit la Londra, unde a lucrat la o revistă medicală, apoi, în 1939, s-a mutat la Paris, unde a trăit din munci ocazionale, dar la izbucnirea celui de-al Doilea Război Mondial a fost nevoit să se întoarcă în Ungaria, reușind să prindă ultimul tren care pleca din Paris spre Budapesta.
În 1940 și-a reluat studiile de inginerie chimică, obținând diploma în 1941. În același an a divorțat și și-a publicat pe cheltuiala proprie primul volum de povestiri, cu titlul Tengertánc, ocupându-se el însuși de difuzarea sa. În acest volum apare deja grotescul care va caracteriza opera lui de mai târziu.
În 1942 a fost mobilizat. Fiind ofițer de rezervă, s-a prezentat în uniforma corespunzătoare, dar a fost pedepsit și umilit pentru aceasta, fiind de fapt mobilizat ca evreu în detașament de muncă și trimis pe frontul rusesc. În 1943 a căzut prizonier, fiind deținut timp de doi ani într-un lagăr din Tambov, apoi, din primăvara lui 1945, în lagărul de la Krasnogorsk, unde a urmat așa-numita Școală Centrală Antifascistă. Și în condițiile prizonieratului a reușit să scrie lucrări pe care le-a publicat mai târziu.
A fost eliberat în 1946 și s-a întors acasă cu credință în construirea socialismului. A intrat în partidul comunist și a scris în publicațiile acestuia. S-a avântat și în viața literară, publicând până în 1948 cărțile documentare bazate pe impresiile din prizonierat Amíg ide jutottunk (Până am ajuns aici) și Lágerek népe (Poporul lagărelor), precum și drama Voronyezs (Voronej).
În 1948 s-a căsătorit cu Angéla Nagy, jurnalistă și scriitoare în domeniul gastronomiei, cu care a avut mai târziu doi copii.
Între 1949 și 1953 a fost secretar literar la Teatrul Tineretului, apoi la Teatrul Armatei Populare și a publicat scrieri în spiritul realismului socialist stalinist, de exemplu în volumul colectiv Magyar írók Rákosi Mátyásról (Scriitori maghiari despre Mátyás Rákosi).
După moartea lui Stalin, în 1953, în timpul guvernului Imre Nagy au avut loc încercări de reformă, în condițiile recunoașterii oficiale a caracterului catastrofal al politicii economice și a fărădelegilor regimului din anii anteriori. Örkény a publicat, în revista Irodalmi Újság, articolul Írás közben (În timp ce scriu), care a provocat vâlvă prin dezvăluirea crizei prin care trecea ca om și ca scriitor din cauza atitudinii sale proletcultiste de până atunci, deși continua să se afirme comunist și scriitor realist socialist.
În 1954 a devenit lector la Editura de Beletristică.
Deși nu în prima linie, a participat la Revoluția din 1956, după înfrângerea căreia a fost interogat de poliția politică, și în 1957 a publicat o autocritică moderată în revista Kortárs, totuși a avut interdicție de publicare din 1958 până în 1962, și și-a câștigat existența lucrând până în 1963 la o fabrică de medicamente, în profesia pentru care avea diplomă. Între timp, în 1959 a divorțat din nou. S-a căsătorit a treia oară în 1965, cu Zsuzsa Radnóti, istoric literar.
După începerea relativei liberalizări a regimului în 1963, au început să apară operele lui Örkény pentru care este apreciat ca scriitor și în secolul al XXI-lea. Romanul scurt Macskajáték (Jocul de-a pisica) (1965) este compus din scrisorile și convorbirile telefonice fictive a două surori în vârstă, reflectând caracterul tragicomic al îmbătrânirii, dar și posibilitatea retrezirii sentimentelor, precum și opoziția dintre atitudinea de adaptare la convențiile sociale și tendința de suveranitate a individului. În alt roman scurt, Tóték (Familia Tót) (1966), scriitorul dă frâu liber absurdului și grotescului în reflectarea raportului dintre putere și victimele ei. În același an a apărut primul ciclu de Egyperces novellák (Nuvele-minut), într-un volum care conține și alte proze scurte. Un volum aparte de nuvele-minut a fost publicat în 1968. Este vorba de o specie nouă, caracterizată prin absurd și grotesc, în care scriitorul a găsit o formă de exprimare originală. În loc de descriere epică și realism psihologic, recurge la sugerarea concentrată a esențialului. Tensiunea internă a textelor se naște din elemente antinomice precum rațiune – irațional, sentimentalism – luciditate etc.
În 1969, Örkény a scris piesa Pisti a vérzivatarban (Pisti în furtuna sângeroasă), dramă în care este evocată în mod pe alocuri provocator, în viziune grotescă, o perioadă sângeroasă de câțiva zeci de ani din istoria maghiarilor, dar regimul nu a permis să apară în scris, nici să fie jucată.
Familia Tót a fost adaptat pentru scenă de către autor, apoi ecranizat de regizorul Zoltán Fábri, având un mare succes de public. Örkény a început să se bucure de notorietate internațională. De exemplu, piesa Familia Tót a câștigat în 1970, la Paris, Premiul cel Mare al Umorului Negru. Joc de pisici este jucat pe scenă începând din 1971, inclusiv în străinătate, și ecranizat în 1972 de către Károly Makk, filmul ajungând să fie nominalizat pentru premiul Oscar. Încep să fie traduse și nuvelele-minut.
În 1971–1972, editura Magvető din Budapesta a publicat Időrendben (În ordine cronologică), o serie de trei volume cuprinzând operele principale de până atunci ale autorului, inclusiv piesa Pisti a vérzivatarban și romanul Glória, inedite.
În anii următori s-au jucat alte piese de mare succes, precum Vérrokonok (Rude de sânge) (1975) sau Kulcskeresők (Căutătorii de chei) (1977).
În 1979 s-a putut juca după zece ani piesa Pisti în furtuna sângeroasă. Örkény a murit în același an.

## Opera
Primele apariții ale principalelor opere:
- 1941 – Tengertánc, Budapesta, Renaissance (povestiri)
- 1947 – Lágerek népe (Poporul lagărelor), Budapest Székesfővárosi Irodalmi és Művészeti Intézet (scriere sociografică)
- 1948 – Voronyezs (Voronej), Budapest Székesfővárosi Irodalmi és Művészeti Intézet (dramă)
- 1948 – Budai böjt (Post la Buda), Budapest Székesfővárosi Irodalmi és Művészeti Intézet (nuvele)
- 1951 – Házastársak (Soții), Budapesta, Szépirodalmi Könyvkiadó (roman)
- 1952 – Koránkelő emberek, (Oameni care se scoală devreme), Szépirodalmi Könyvkiadó (reportaje și povestiri)
- 1954 – Hóviharban, Szépirodalmi Könyvkiadó (În viscol) (nuvele)
- 1956 – Ezüstpisztráng. Rövid remekművek (Păstrăvul argintiu. Capodopere scurte), Szépirodalmi Könyvkiadó (proză scurtă)
- 1965 – Macskajáték (Jocul de-a pisica), în revista Kortárs (roman scurt)
- 1966 – Tóték (Familia Tót), în revista Kortárs (roman scurt)
- 1966 – Jeruzsálem hercegnője, (Prințesa Ierusalimului), Szépirodalmi Könyvkiadó (proză scurtă)
- 1967 – Nászutasok a légypapíron (Călătorie de nuntă pe hârtia de prins muște), Budapesta, Magvető (proză scurtă)
- 1968 – Egyperces novellák (Nuvele-minut), Magvető
- 1975 – Vérrokonok (Rude de sânge), Magvető (dramă)
- 1977 – Kulcskeresők (Căutătorii de chei), Magvető (dramă)
- 1977 – Rózsakiállítás (Expoziția de trandafiri), Szépirodalmi Könyvkiadó (roman scurt)
- 1979 – Forgatókönyv (Scenariul), Szépirodalmi Könyvkiadó (tragedie)

Operele scriitorului au cunoscut nenumărate reeditări antume și postume. În 2014 a fost ales postum membru al Academiei Literare Digitale a Muzeului Literar „Petőfi” din Budapesta, drept urmare majoritatea operelor sale sunt cu acces liber pe site-ul acestuia.
Opere ale lui Örkény au fost traduse în multe limbi, inclusiv de circulație internațională. În limba română au apărut:
- Soții [Házastársak], București, Editura de Stat pentru Literatură și Artă, 1953 (traducere de Emil Giurgiuca)
- Gloria. Familia Tót. Jocul de-a pisica [Glória. Tóték. Macskajáték], București, Editura Univers, 1976, (traducere de Paul Drumaru)
- Тоот, майорул ши алций (Tót, maiorul și alții) [Tóték], Chișinău, Cartea Moldovenească, 1976 (traducere de Elena Gheorghiu)
- Nuvele-minut. Expoziția de trandafiri [Egyperces novellák. Rózsakiállítás], Univers, 1982 (traducere de Constantin Olariu)

Örkény a fost și traducător. A transpus în maghiară multe scrieri, cele mai multe rămase în manuscris, ale unor piese de teatru jucate. I-au fost publicate traduceri din Joseph Conrad, Truman Capote, Jean Cocteau, Alexandre Dumas (tatăl), Tennessee Williams etc.

### Exemplu de nuvelă-minut
„In memoriam dr. K.H.G.
– Hölderlin ist Ihnen unbekannt? întrebă dr. K.H.G. în timp ce săpa groapa pentru hoitul de cal.
– Cine-a fost ăsta? întrebă paznicul neamț.
– Cel care a scris Hyperion, îl lămuri dr. K.H.G., căruia îi plăcea foarte mult să fie explicit. Cea mai mare figură a romantismului german. Dar Heine, de pildă?
– Cine-s ăștia? întrebă paznicul.
– Poeți, spuse dr. K.H.G. Nu-l cunoști nici pe Schiller?
– Ba-l cunosc, spuse paznicul neamț.
– Și pe Rilke?

– Și pe el, spuse paznicul neamț, și se făcu roșu ca racul și-l împușcă pe dr. K.H.G.”

## Premii și alte onoruri
- 1955 și 1967 – Premiul Attila József
- 1970 – Marele Premiu al Umorului Negru la Paris, pentru piesa Familia Tót
- 1973 – Premiul Kossuth

Scriitorul este foarte popular în Ungaria și în secolul al XXI-lea. Ca urmare a fost onorat și după moarte în diverse feluri. Astfel, îi poartă numele un teatru, o librărie și mai multe căi publice. A primit postum titlul de cetățean de onoare al Erzsébetváros (sectorul al VII-lea din Budapesta) (1999) și al sectorului al II-lea din Budapesta (2012), precum și Premiul Patrimoniului Maghiar, în 2004.